# Vårlåt
"Vårlåt" är en dikt av Erik Axel Karlfeldt ur samlingen Fridolins visor och andra dikter från 1898. Dikten är berömd för sina många så kallade inrim.
Dikten är tonsatt av bland andra Josef Eriksson och Ruben Liljefors.